# Yeah Yeah Yeah (BLACKPINK歌曲)
Yeah Yeah Yeah是韩国女子音乐团体BLACKPINK的一首歌曲，收录于她们的第二张录音室专辑《BORN PINK》中。这首歌由VVN，Kush，Jisoo与Rosé创作，并由VVN，Kush，R. Tee和Ido作曲。Yeah Yeah Yeah是一首流行摇滚和合成器流行情歌，歌词讲述了再次坠入爱河的忧虑和痛苦。
评论家们对Yeah Yeah Yeah给予好评，称赞其合成器与迪斯科风格的制作，并认为这首歌是专辑的亮点之一。Yeah Yeah Yeah在《公告牌》全球两百强单曲排行榜排行榜上名列第43位，在《公告牌》世界歌曲畅销榜排行第九位，并在菲律宾，马来西亚，新加坡和越南荣登前十位。

## 背景
2022年7月31日，YG娛樂在BLACKPINK的官方账号上发布了新专辑《BORN PINK》的预热视频，并宣布该组合的新一轮世界巡回演唱会将在10月举行，而在此之前的8月将会发布预热单曲，9月则会发布专辑本身。9月2日，YG娱乐发布了《BORN PINK》的曲目列表，Yeah Yeah Yeah位列第四位，据进一步透露，组合内成员Jisoo和Rosé都参与了歌曲的制作。